# Domagné
Domagné település Franciaországban, Ille-et-Vilaine megyében. Lakosainak száma 2439 fő (2022. január 1.). Domagné Châteaubourg, Louvigné-de-Bais, Noyal-sur-Vilaine, Saint-Didier, Servon-sur-Vilaine, Piré-Chancé és Châteaugiron községekkel határos.

## Népesség
A település népességének változása:
| Lakosok száma | 1109 | 1487 | 1499 | 1933 | 2267 | 2290 | 2305 | 2383 | 2422 | 2439 |
|               | 1968 | 1982 | 1990 | 2006 | 2013 | 2015 | 2017 | 2019 | 2020 | 2022 |